# マフムード・メッキー
マフムード・マフムード・ムハンマド・メッキー（アラビア語: محمود محمود محمد مكي、Mahmoud Mahmoud Muhammad Mekki、1954年 -）は、エジプトの元裁判官、政治家。前エジプト副大統領。アレキサンドリア出身。兄のアフマド・メッキーは元エジプト法務大臣。日本語メディアでは、メッキと表記されている。

## 経歴
エジプト警察学校を卒業し、内務省の中央治安部隊などに所属。法律を学び検察官となった後に、裁判官に転じ、破毀院副長官まで進んだ。裁判官時代には反ムバーラク派の改革派として知られた。
ムスリム同胞団（自由公正党）から2012年エジプト大統領選挙立候補の打診があったが、個人的事情から辞退した。
2012年8月12日、ムルシー大統領によって文民初のエジプト副大統領に任命された。
2012年12月22日、憲法草案の賛否を問う2回目の国民投票当日、副大統領を辞任したことが発表された。